# Louis De Geers palats

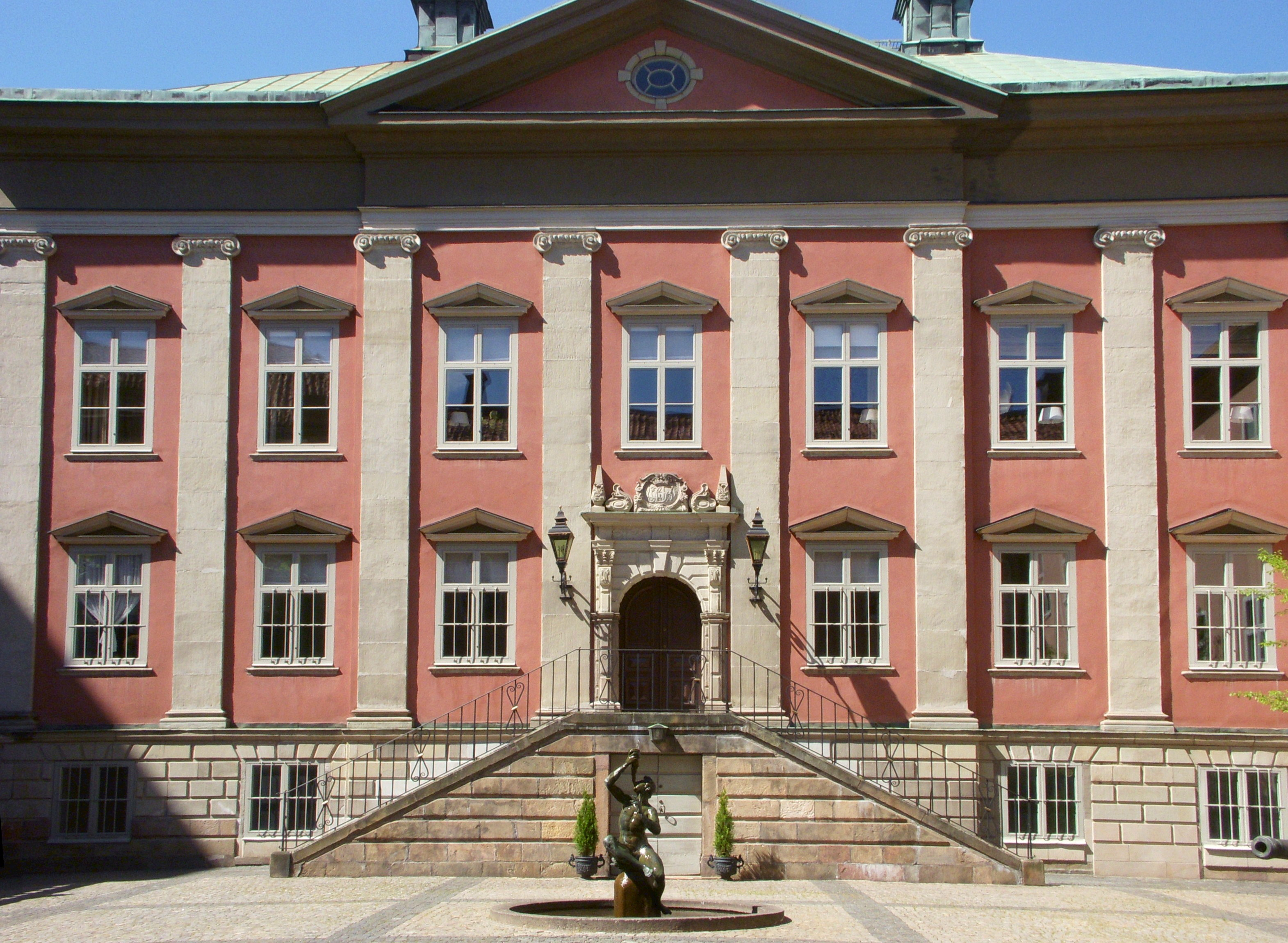
Louis De Geers palats fasad mot gården, juni 2010.

Louis De Geers palats eller Ebba Brahes palats (även kallat Ebba Brahes malmgård, senare Schönborgska huset) är ett palats och malmgård uppfört i slutet av 1640-talet vid Götgatan 16 på Södermalm i Stockholm. Palatset inhyser sedan 1963 den nederländska ambassaden och dess residens. Fastigheten ligger i kvarteret Schönborg.

## Historik

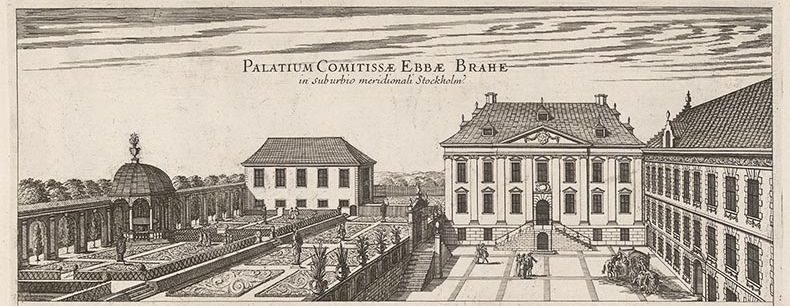
Ebba Brahes palats, innergården 1670. Ur Suecia antiqua et hodierna.

Palatset var det första som uppfördes på Södermalm och uppfördes av en tysk murmästare, Jürgen Gesewitz, i en holländsk klassicistisk stil för industrialisten Louis De Geer d.ä. Han följde i så fall ett förslag av en okänd holländsk arkitekt som tillsammans med arbetsritningar med måttsutsättningar på holländska har bevarats i Leufsta gårds arkiv. Efter att Louis De Geer avlidit 1651, endast ett år efter uppförandet, förvärvades palatset av Jakob De la Gardies nyblivna änka Ebba Brahe. Hon använde det som änkesäte från 1652 till 1674. En ståtlig "grotta" som var ett lusthus flankerat av en pelargång utfördes av arkitekten Mathias Holl enligt ett bevarat kontrakt i Ericsbergsarkivet från 1671. Palatset skadades svårt av brand 1680.
Efter Mariabranden 1759 förvärvades egendomen av tobaksfabrikören Nils Schönborg, som lät bygga på palatset. Det är efter honom som kvarteret Schönborg fått sitt namn. Fasaden mot Götgatan har fortfarande en portal med de Braheska och De la Gardieska vapensköldarna. Huset återfick sitt ursprungliga utseende vid en restaurering 1964. Byggnaden åt Götgatan har en portal med Ebba Brahes vapensköldar. Den vackra huvudbyggnaden står inne på gården och kan ses genom gatuhusets portal.

## Myter
Inne i Ebba Brahes palats finns två spöken: en Vit fru som varslar om död i huset och Gustav II Adolfs vålnad. Kungen letar efter sin ungdoms kärlek, Ebba Brahe. Den förutvarande hyresgästen Ivar Lo-Johansson har beskrivit hur han kunde möta kungen i trapporna om nätterna.

## Bilder

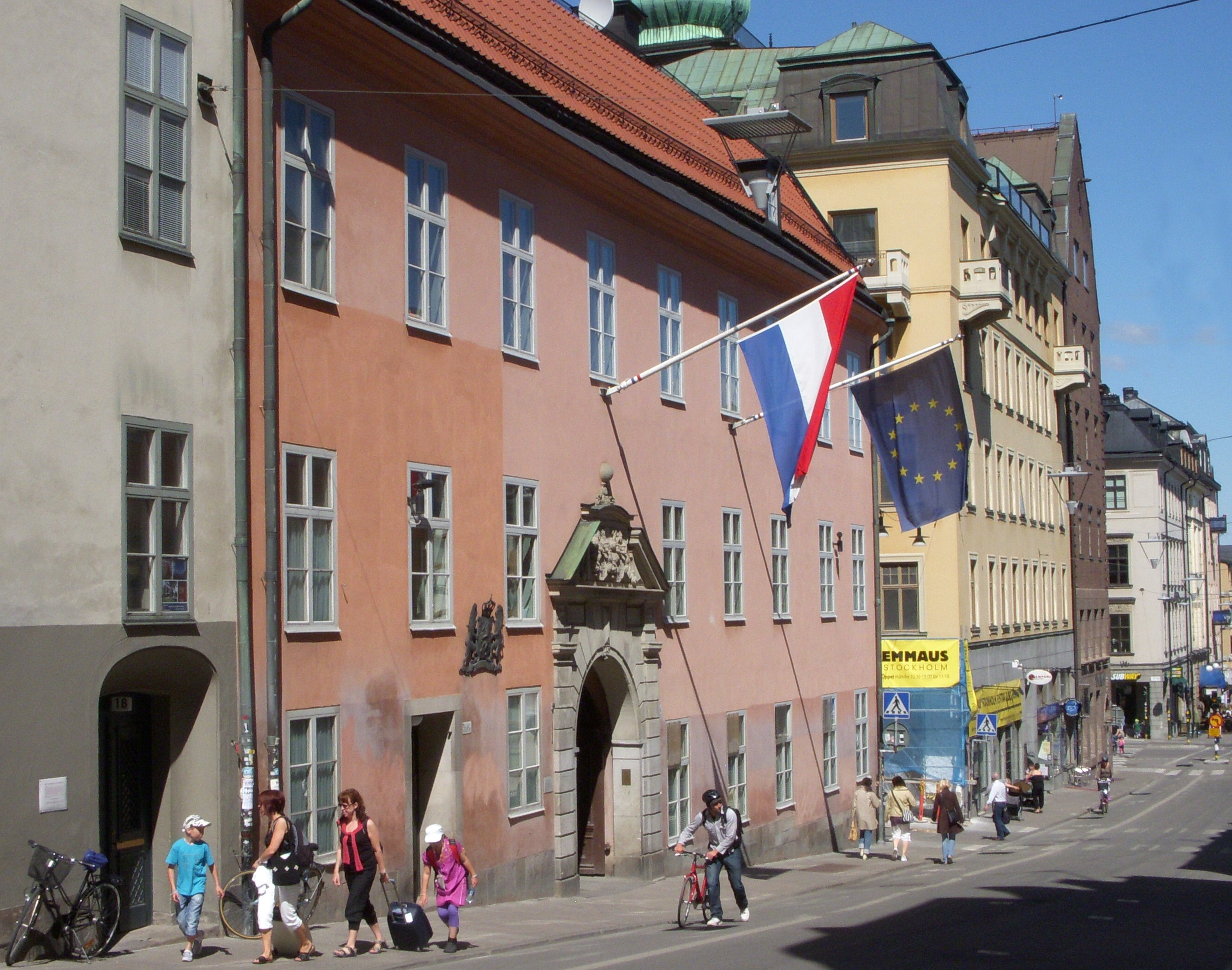
Fasad mot Götgatan
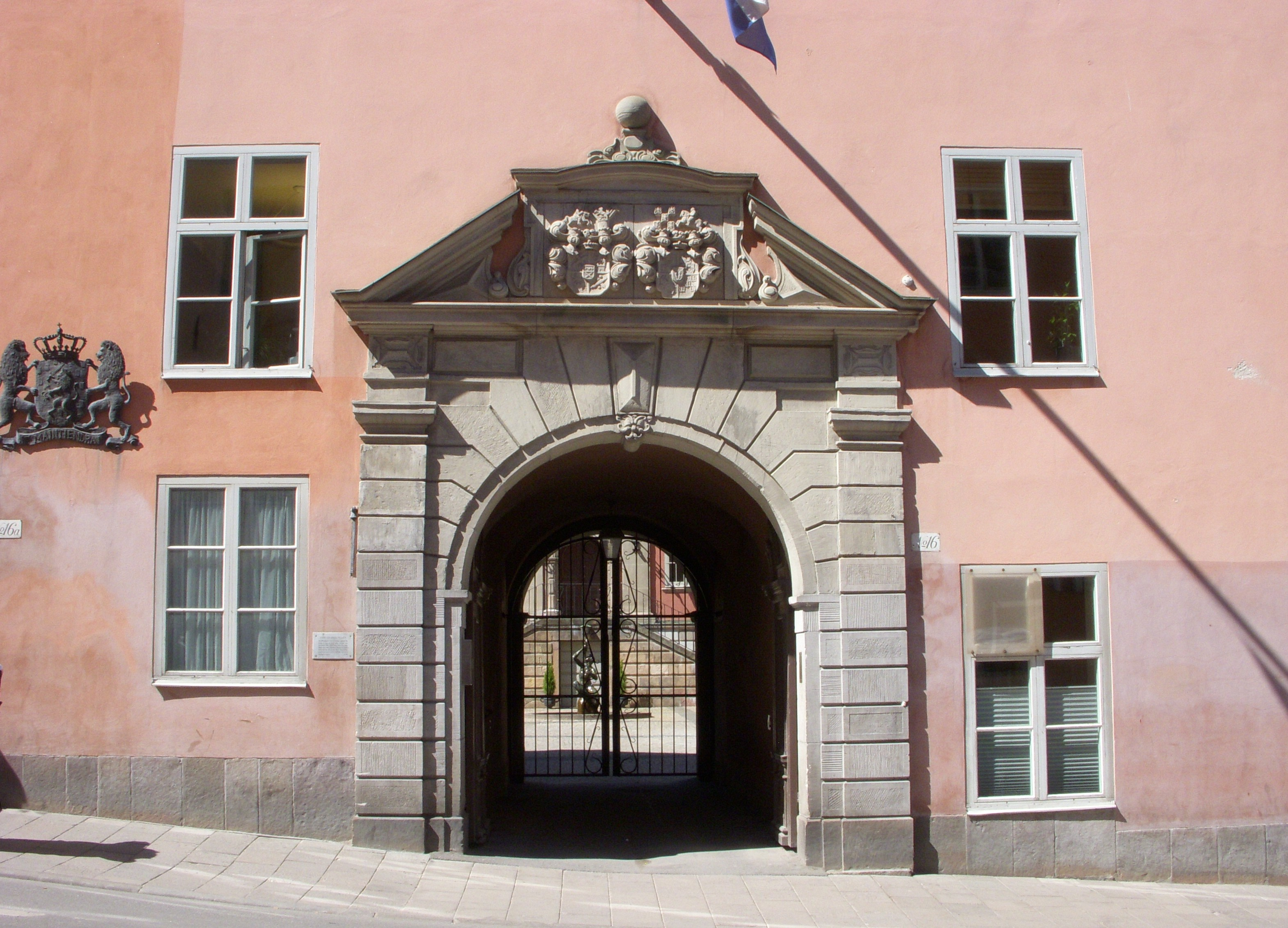
Portal mot Götgatan
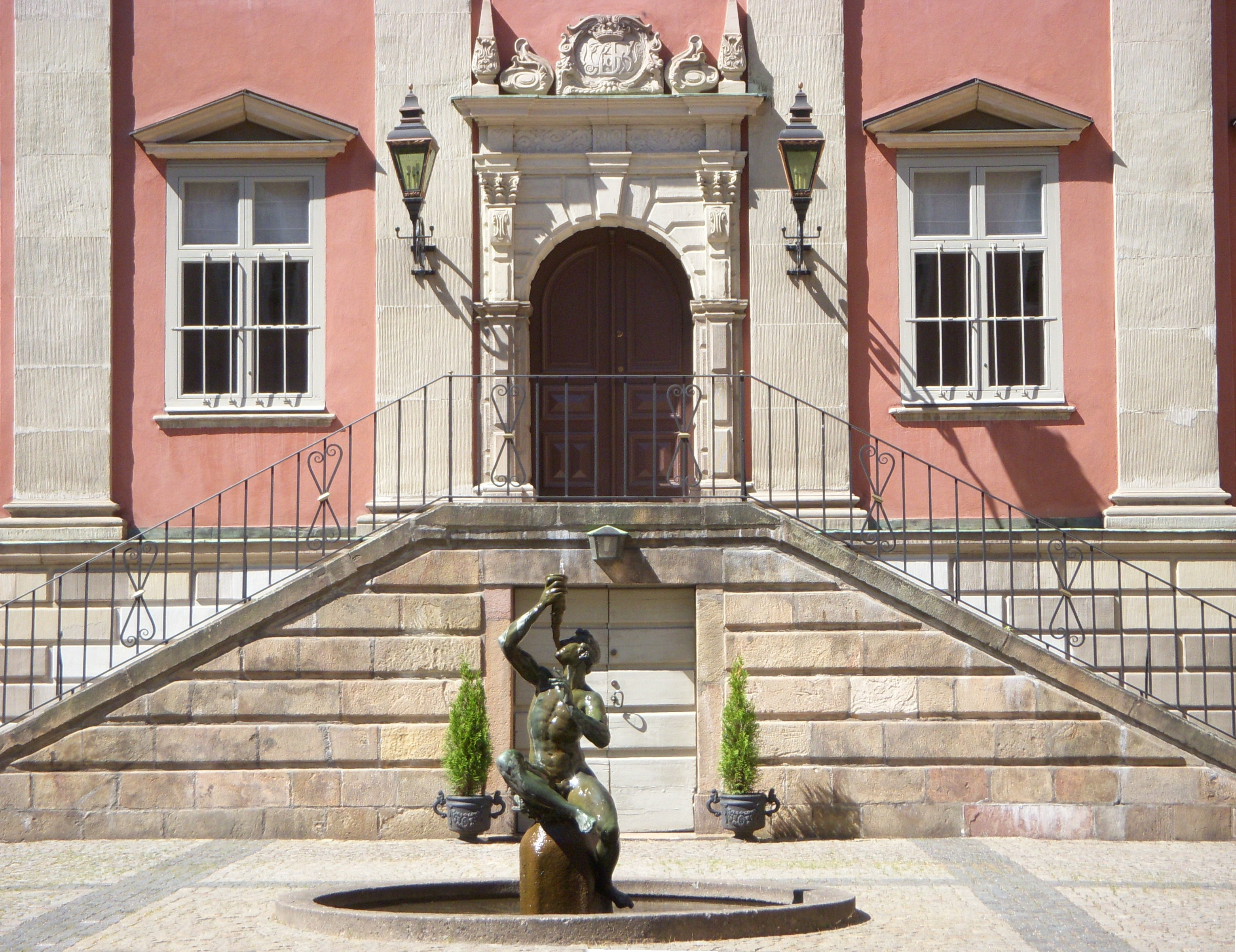
Portal och fritrappan mot innergården
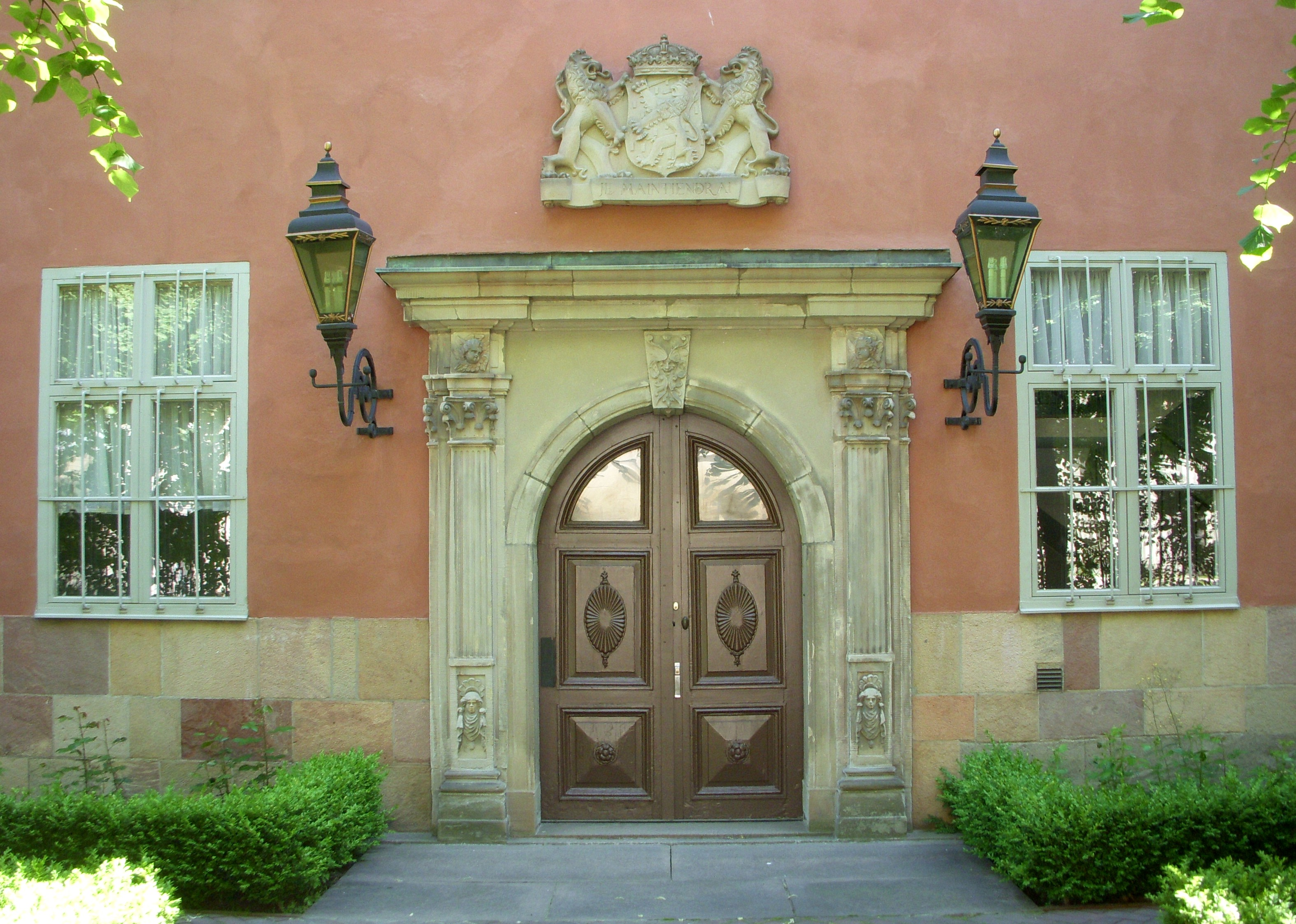
Portal mot väst